# Batalla de Samotracia (1698)
La Batalla de Samotracia fue una batalla inconclusa que tuvo lugar el 20 de septiembre de 1698 cerca de la isla de Samotracia, durante la Sexta Guerra Otomano-Veneciana. Se luchó entre Venecia por un lado, y el Imperio otomano con su Tripolitano, Egipcio y Vasallos tunecinos por el otro. Las bajas venecianas fueron 299 muertos y 622 heridos. Aunque resultó en un punto muerto, la Batalla de Samotracia es notable por ser la última batalla importante de la Gran Guerra Turca.

## Fuerzas opuestas

### Venecia
- Rizzo d'Oro  - Dañado
- Amazzone Guerriera
- Aquila Valiera  c.70
- San Lorenzo Giustinian  c.70
- Otros 16 barcos

### Otomanos
- 25 barcos otomanos
- 8 buques tripolitanos y tunecinos
- 4 vasijas egipcias